# Harpactea alicatai
Harpactea alicatai är en spindelart som beskrevs av Brignoli 1979. Harpactea alicatai ingår i släktet Harpactea och familjen ringögonspindlar. Inga underarter finns listade i Catalogue of Life.